# Emiliano R. Fernández
Emiliano Fernández Rivarola (Guarambaré, 8 de agosto de 1894-Asunción, Paraguay, 14 de septiembre de 1949) conocido por su seudónimo Emiliano R. Fernández, fue un poeta, músico y soldado paraguayo. Fue uno de los más populares entre los exponentes de la poesía popular del Paraguay y de la polka paraguaya, siendo autor de más de 2000 poemas en castellano y guaraní, además de haber participado como soldado en la guerra del Chaco, durante la cual escribió muchos de sus poemas y compuso sus canciones.

## Infancia y juventud
Si bien existe una larga discusión sobre el lugar y la fecha de su nacimiento, estudios basados en documentos dudosos indican que nació el 8 de agosto de 1894 en la compañía Yvysunú de Guarambaré. Aunque hay documentos donde el mismo Emiliano R. Fernández testifica que nació en Curuzú Isabel, Concepción.
Sus padres fueron Silvestre Fernández y Bernarda Rivarola. No se conoce con exactitud los aspectos de su infancia, pero se cree que los primeros años vivió en el pueblo de Ysaty, donde asistió a la escuela primaria hasta el quinto grado. Durante la revolución de 1904, que llevó a los liberales (agrupación política tradicional fundada en 1887) al poder, se estableció en la ciudad de Concepción para luego realizar el servicio militar.

## Trayectoria artística
A partir de la década de los años 20, creó su seudónimo alterando el orden de sus apellidos en homenaje a su madre, y comenzó a recorrer el Paraguay, escribiendo sus primeros versos que recitaba o cantaba acompañándose con su guitarra: «Primavera» (I y II), «Trigueñita» y «Pyhare amaguype», publicados en Okara poty kuemi, revista de versos y canciones populares editada durante largos años por la familia Trujillo. Posteriormente escribió dos de sus más populares composiciones de tono épico: «Che la reina» o «Ahama che china» y «Rojas Silva rekavo».
Durante la guerra del Chaco entre Paraguay y Bolivia (1932-1935) formó parte del Regimiento de Infantería «13 Tuyutí» en calidad de soldado, donde continuó escribiendo versos durante las pausas de las batallas. Como combatiente, fue herido en el frente de la primera batalla de Nanawa y se lo trasladó a Asunción. Durante el conflicto internacional, sus versos llegaron a los confines de la Patria, insuflando entusiasmo y convicción de victoria, lo cual le valió el apelativo de «Tirteo verde olivo», expresión que se debe a Mauricio Cardozo Ocampo.
Se dedicó durante algunos años al periodismo, trabajando en el Seminario Guaraní con Facundo Recalde. En vida, publicó un pequeño libro titulado Ka'aguy jary'i, que contiene algunos de sus poemas emblemáticos.
Viajero y trasnochador, vivió un tiempo en Sapukái, otro en Pedro Juan Caballero, luego en San Pedro, Puerto Casado, Puerto Pinasco, en Rancho Carambola (Brasil) y, aparte de ser músico y poeta, desarrolló variadas actividades tales como las de carpintero, obrajero, guía de scouts y guardabosques. En la ficha de uno de sus trabajos en la compañía de Carlos Casado figuraba, junto a la constancia de su despido, la siguiente recomendación: «No tomarlo nunca más como empleado en la empresa porque es muy farrista».
Una de las curiosidades en su inmensa producción son los versos dedicados a las mujeres que alguna vez tuvieron relación con su vida y que no fueron pocas: su esposa, María Belén Lugo, Leandra Paredes, Zulmita León, Mercedes Rojas, Catalina Vallejos, Dominga Jara, Eloísa Osorio, Otilia Riquelme, Marciana de la Vega, entre otras. Su último poema fue dedicado a quien fuera su enfermera, Facunda Velázquez, poco antes de su fallecimiento.

## Política
Según la autora Delia Picaguá: «Terminado el conflicto Chaqueño se adhirió a la Revolución del 17 de febrero de 1936 que llevó a Rafael Franco a la presidencia, siendo este el "pecado" por el cual Emiliano sufrió persecuciones y exilios por los gobiernos liberales y luego colorados». Ideológicamente abrazó las doctrinas socialdemócrata del Partido Revolucionario Febrerista. Al asumir la presidencia el coronel Franco, escribió su Catecismo Patriótico.

## Obras
Su extensa obra poética y musical incluye, entre otras, a más de las ya citadas, las canciones populares y poemas:
{{Lista de columnas
- “Asunción del Paraguay"
- “La página rota"
- “Adiós che paraje kue”
- “Salud che paraje kue”
- “La última letra”
- “Siete notas musicales”
- “Guavirá poty”
- “Oda pasional”
- “Tupasy del campo”
- “Despierta mi Angelina”[4]
- “Che pochyma nendive”
- “Nda che pochyi nendive”
- “¿Por qué?," A una Ingrata
- “De lejos vengo”
- “Jagua rekove”
- “Mboriahu memby”
- “Reten pe pyhare”
- “Sy“
- “13 Tuyutí”[5]
- “Cerro Porteño”[6]
- “1º de Marzo”
- "Rojas Silva Rekavo"
- “Ñesuhame”
- “Nde keguype”
- “Nde juru mbyte”
- “Farra chui che kepe guare”
- “Causa nde ñaña”
- “Ñe'ẽpoty ha pumbasy”
- “Pyhare amangúype”
- "Ahatare Pendehegui"
- "Concepción Jerere"
- "Ko'ape che Avy'ave
- "Trigueñita"
- "Ko’etí Jave"
- "Arribeño Purahéi" (Barcino Colí)
- "Nostalgias de Amor"
- "Noches de Diciembre"
- "Hogar Ingrato"
- "Celina Gaona"
- "Teniente Rojas Silva"
- "Desengaño"
- "Para tu Felicidad"
- "Bella Flor del Paraguay"
- "Ahama Che China" (Che la Reina)
- "Luna Llena"
- "Yvapovõ Poty"
- "Adiós Rosita"
- "Triste Regreso"
- "Adiós China Ingrata"
- "Al Regresar"
- "Entre Tu Sueño"
- "Marzo Ko'ême"
- "Ingratitud"
- "La Página Rota"
- "Mi Novia Ausente"
- "Separación"
- "Transitando"
- "El Poeta"
- "La Cautiva"
- "Bolivia" (Purahéi Kytomi)
- "Alborada"
- "Gratitud"
- "Fatima la cumpleañera"
- "9 de Junio-rõ guare"
- "A Resolve Rohejavo"
- "Maria Belen Lugo" (Acróstico)
- "2° Pelotón"
- "22 de Setiembre"
- "A Catalina"
- "A Don Miguel Gauto"
- "A la Purísima Concepción"

}}

## Fallecimiento
El historiador Roberto A. Romero, entre sus biógrafos uno de los principales, refiere acerca de las circunstancias de su muerte: «El 3 de noviembre de 1948, siendo las 18 horas aproximadamente, llegó Emiliano al almacén llamado “Caracolito” del barrio “Loma Kavará”. Allí fue alcanzado por un tiro de pistola disparado desde las sombras, que lo dejó gravemente herido. Le habían preparado una emboscada. El autor del crimen no fue detenido. Los músicos Ricardo Pereira, Federico Esmerdel y Carlos Vera lo condujeron en una camilla hasta el Hospital Militar Central. Esa misma noche fue intervenido quirúrgicamente por el Dr. Pedro de Felice. Allí permaneció algunos meses... Mas no habiéndose recuperado de sus heridas, falleció luego de mucho sufrimiento, siendo las 4 y 25 horas del 15 de septiembre de 1949». Sobre el hecho que determinó su deceso, Okara poty kuemi expresa: «Murió de pérdida bala».
Poco antes de morir, dejó un poema, Dedicado a su enfermera Facunda Velázquez «Mi pluma»: 

Es mi pluma una doncella, mi bandera, mi heroína,

en la brega nunca merma su audacia y su valor, 
ella es lanza que pica, agudísima, muy fina
centinela de mi vida, fiel guardiana de mi honor.
Es mi pluma la bohemia, la armonía campesina, 
reprobada por teutones con instinto de malón;
es la víctima del odio de esas almas tan mezquinas

“eruditos trasnochados” de tildado escalafón...

El poeta paraguayo Elvio Romero referenció su muerte en una de las canciones que escribió: «Con alma de caminante / partió para descansar / hacia la muerte, en instante / triste de su caminar. / Partió en una noche errante / y nos dejó su cantar».
Por Ley N.º 4440, promulgada por el Congreso y sancionada por el Poder Ejecutivo el 7 de septiembre de 2012, los restos físicos de Emiliano R. Fernández, fueron trasladados al Panteón Nacional de los Héroes.

## Legado
El erudito e intelectual Carlos Villagra Marsal lo considera el poeta popular por excelencia en el Paraguay: «Con sus versos escritos en jopara (mezcla del guaraní y el castellano) supo auscultar como nadie el alma profunda de su pueblo y de su gente».
En 1950 la Asociación de Escritores Guaraníes lo declaró «Gloria nacional». En la compañía Yvysunu de Guarambaré existe un monumento en su nombre, y se realiza un homenaje cada año, como parte de los Festivales del Takuare'ê.
La Compañía Teatral Sánchez - Pastor en numerosas ocasiones brinda homenaje al Soldado Poeta con diversas obras teatrales. La más reciente, titulada “Emiliano. Guerra y Pasión” se estrenó el 19 de marzo de 2023 en Manzana de la Rivera.